# Torrsjön, Västmanland
Torrsjön är en sjö i Lindesbergs kommun i Västmanland och ingår i Norrströms huvudavrinningsområde. Sjön är 3 meter djup, har en yta på 0,112 kvadratkilometer och befinner sig 143 meter över havet. Sjön avvattnas av vattendraget Albäcksån.

## Delavrinningsområde
Torrsjön ingår i det delavrinningsområde (661570-147231) som SMHI kallar för Utloppet av Kvavsjön. Medelhöjden är 155 meter över havet och ytan är 21,48 kvadratkilometer. Det finns inga avrinningsområden uppströms utan avrinningsområdet är högsta punkten. Albäcksån som avvattnar avrinningsområdet har biflödesordning 3, vilket innebär att vattnet flödar genom totalt 3 vattendrag innan det når havet efter 229 kilometer. Avrinningsområdet består mestadels av skog (83 procent). Avrinningsområdet har 0,65 kvadratkilometer vattenytor vilket ger det en sjöprocent på 3 procent.